# Наушера (округ)
Наушера (урду ضلع نوشہرہ‎, англ. Nowshera District, пушту نوښار ولسوالۍ‎) — один из 25 округов пакистанской провинции Хайбер-Пахтунхва.

## Административно-территориальное устройство
В округе Наушера 1 техсил и 47 союзных советов.

## Население
Согласно переписи населения 1998 года, в округе Наушера проживает 874 373 человек. Из них 227 030 человек (или 25.96%) проживают в городах, а 647 343 человек (или 74.04%) постоянно живут в сельской местности. В 1981 году в округе проживало 537 638 человек.

## Демография
Население Наушера, согласно переписи 2017 года, составляет 1518,540 человек. Согласно переписи 1998 года, население округа составляло 874 000 человек.

### Языки
Преобладающим языком является пушту, на котором говорят 91 % населения страны. К другим языкам округа относятся панджаби, который составляет 4,3 %, далее Хиндко — 4,2 % и урду — 2,9 %

### Образование
В округе расположены государственный технологический и частный Северный университеты Наушера. Здесь также находится кампус университета Абдул Вали Хана Марда в городе Пабби и кампус университета инженерии и технологии Пешавар в городе Джалозай.